# Crytea alba
Crytea alba är en stekelart som beskrevs av Heinrich 1968. Crytea alba ingår i släktet Crytea och familjen brokparasitsteklar. Inga underarter finns listade i Catalogue of Life.